# Park Se-Jin
Park Se-Jin es un deportista surcoreano que compitió en taekwondo. Ganó una medalla de oro en el Campeonato Mundial de Taekwondo de 1993 y una medalla de oro en el Campeonato Asiático de Taekwondo de 1990.

## Palmarés internacional
| Campeonato Mundial  | Campeonato Mundial          | Campeonato Mundial | Campeonato Mundial |
| Año                 | Lugar                       | Medalla            | Categoría          |
| ------------------- | --------------------------- | ------------------ | ------------------ |
| 1993                | Nueva York (Estados Unidos) | Medalla de oro     | –70 kg             |
| Campeonato Asiático |                             |                    |                    |
| Año                 | Lugar                       | Medalla            | Categoría          |
| 1990                | Taipéi (Taiwán)             | Medalla de oro     | –70 kg             |